# Anna Herdy
Anna Matilda Herdy, född 16 november 1983 i Värnamo, är en svensk politisk skribent.
Herdy har varit ledamot av Ung Vänsters förbundsstyrelse och chefredaktör för förbundets magasin Röd Press. Under åren 2013–2014 var hon en av medskaparna till vänsterpodden Vreden.
Hon arbetade från hösten 2014 för den socialistiska veckotidningen Flamman, som ledarskribent och redaktör för tidningens arbete med sociala medier. Under våren 2015 figurerade Herdy regelbundet i media efter att ha bevakat den ekonomiska krisen i Grekland. Hon utsågs i september 2015 till Flammans chefredaktör, och satt på posten till 2020.
I november 2020 meddelade Vänsterpartiet att Herdy skulle ansvara för partiets nya mediesatsning, något som bland annat innefattade att bygga upp en tv-studio i riksdagen.